# Piper PA-20 Pacer
PA-20 Pacer in PA-22 Tri-Pacer sta enomotorni 4-sedežni propelerski letali, ki jih je razvil ameriški Piper Aircraft po 2. svetovni vojni. Pacer je zasnovan na podlagi PA-17 Vagabond in je po konstrukciji podobene prejšnjim Piperjevim letalom. Ima trup iz jeklenih cevi in krila z aluminijasto podporno strukturo, oba dela sta pokrita s tkanino. Skupaj je bilo zgrajenih čez 10500 letal.

## Specifikacije(1958 PA-22-160 Tri-Pacer)
Podatki iz Piper PA-22-160 pilot's operating handbook, issued January 1960
Splošne značilnosti
- Posadka: 1
- Število sedežev: 3 potniki
- Dolžina: 20 ft 6 in (6,25 m)
- Razpon kril: 29 ft 3 in (8,92 m)
- Višina: 8 ft 4 in (2,54 m)
- Površina kril: 147 sq ft (13,7 m2)
- Teža praznega letala: 1.110 lb (503 kg)
- Bruto teža: 2.000 lb (907 kg)
- Kapaciteta goriva: 140 litrov
- Pogon letala: 1 × Lycoming O-320-B 4-valjni zračnohlajeni protibatni motor, 160 hp (120 kW)
- Propelerji: št. lopatic: 2 metal, fixed pitch

Zmogljivost
- Maks. hitrost: 141 mph (227 km/h; 123 kn)
- Potovalna hitrost: 134 mph (116 kn; 216 km/h) 75% moč, 7000ft
- Hitrost pri porušitvi vzgona: 49 mph (43 kn; 79 km/h)
- Doseg: 500 mi (434 nmi; 805 km) z rezervami, 610 z opcijskim rezervoarjem
- Trajanje leta: 3 ure 30 min, pri 65% moči in enourni rezervi
- Višina leta (servisna): 16.500 ft (5.029 m)
- Hitrost vzpenjanja: 800 ft/min (4,1 m/s)
- Obremenitev krila: 13,5 lb/sq ft (66 kg/m2)